# Декабристка (телесериал)
«Декабри́стка» — российский ретродраматический телесериал на основании рассказа Зинаиды Левицкой.
Картина рассказывает об истории девушки, которая хотела добиться своего женского счастья — решившись на отчаянный поступок, поехать за приговорённым женихом в Сибирь.

## Сюжет
Начало 1950-х годов, Москва. У судебного секретаря Зинаиды Уваровой в жизни было много горя: её муж погиб на войне, и женщина осталась одна с маленьким сыном Мишей. Теперь мальчику уже 11 лет, и Зинаида вновь хочет обрести женское счастье. Она планирует выйти замуж за адвоката Алексея Левицкого. Он очень талантлив, прекрасно знает законодательство и по-своему дерзок. И пусть Левицкий защищает пока только рабочих, но дела он выигрывает практически всегда. «Ленинградский выскочка» не нравится прокурору Громову. Он давно работает в Москве, поддерживает обвинение по уголовным делам, а Левицкий разбивает все его доводы в пух и прах. Есть у мужчин и другой камень преткновения: «Зина». Много лет Громов добивается расположения Зины, но она ему отказывает. Однажды между Левицким и Громовым происходит конфликт. И тогда прокурор решает использовать всё своё влияние, чтобы отомстить молодому защитнику. Он фабрикует обвинение, и перечёркивает и успешную адвокатскую карьеру её возлюбленного, и предстоящую свадьбу. Левицкого отправляют в лагерь в Иркутской области на долгие десять лет. Зина знает только одно: она не может оставаться в Москве, когда её любимый человек по подложному обвинению находится в Сибири…

## В ролях
| Актёр                  | Роль                                                                      |
| ---------------------- | ------------------------------------------------------------------------- |
| Светлана Иванова       | Зинаида Григорьевна Уварова судебный секретарь                            |
| Дмитрий Муляр          | Алексей Константинович Левицкий адвокат                                   |
| Сергей Пускепалис      | Сергей Петрович Ильин председатель суда                                   |
| Борис Каморзин         | Пётр Семёнович Макагон начальник лагеря, майор /член ЦК партии, полковник |
| Вячеслав Манучаров     | Валерий Михайлович Соболев заместитель начальника лагеря, майор НКВД      |
| Полина Сыркина         | Екатерина Петровна Дадашкина девушка лёгкого поведения                    |
| Максим Карушев         | Михаил Николаевич Уваров сын Зинаиды                                      |
| Николай Козак          | Кравченко смотрящий в бараке                                              |
| Георгий Тополага       | Алабьев заключённый, врач хирург                                          |
| Анатолий Гущин         | Котик милиционер                                                          |
| Елена Папанова         | Валентина Ивановна Савельева колхозница                                   |
| Иван Мамонов           | Егор Семёныч Громов прокурор                                              |
| Сергей Греков          | Евгений Алексеевич Зиновьев заключённый                                   |
| Елена Рубина           | Прокофьевна мать Зинаиды                                                  |
| Александр Овчинников   | Мошков рабочий                                                            |
| Елена Мелентьева       | Нюра Мошкова жена рабочего                                                |
| Юрий Грубник           | Павел Григорьевич начальник милиции                                       |
| Ирина Ермилова         | врач                                                                      |
| Мария Клюквина         | судья                                                                     |
| Александр Мякушко      | судья                                                                     |
| Никита Щетинин         | Игольников заключённый                                                    |
| Михаил Водзуми         | Японец заключённый                                                        |
| Дмитрий Митин          | Коля Егоров мошенник                                                      |
| Светлана Тормахова     | Надежда Петровна секретарь суда                                           |
| Андрей Салей           | Краснов заключённый                                                       |
| Юлия Калашникова       | Лариса Михайловна Канюлина блокадница                                     |
| Степан Рожнов          | молодой заключённый                                                       |
| Михаил Липкин          | рецидивист                                                                |
| Александр Левин        | заключённый-заводила                                                      |
| Валентина Рославцева   | бабушка (мать Ларисы)                                                     |
| Юрий Пономаренко       | Юрий конвоир                                                              |
| Ольга Баландина        | Надежда жена Ильина                                                       |
| Андрей Сорока          | Борис Геннадьевич Иванов интеллигент                                      |
| Олег Чевелёв           | заключённый                                                               |
| Кристина Рубан         | Лена мама Васи                                                            |
| Елена Грибова          | Марина сотрудница канцелярии                                              |
| Александр Дубина       | Евгений Андреевич Аркадьев председатель колхоза                           |
| Александр Давыдов      | молодой заключённый                                                       |
| Наталья Колоскова      | Рая секретарь                                                             |
| Роман Высоцкий         | милиционер                                                                |
| Михаил Кондратьев      | милиционер                                                                |
| Виктория Захарова      | почтальонша                                                               |
| Александр Дуденков     | Федя Богданов помощник фельдшера                                          |
| Ольга Гусилетова       | телефонистка                                                              |
| Марина Овчинникова     | соседка Прокофьевны                                                       |
| Ольга Дементьева       | Климова                                                                   |
| Владимир Костин        | завхоз                                                                    |
| Александр Вдовин       | Саныч                                                                     |
| Александр Лырчиков     | следователь                                                               |
| Дмитрий Ячевский       | Гуляев защитник                                                           |
| Олег Шапков            | сосед Саныча                                                              |
| Анна Пухова            | продавщица пирожков                                                       |
| Дмитрий Филлипов       | директор магазина                                                         |
| Святослав Насташевский | прокурор                                                                  |
| Сергей Ююкин           | милиционер                                                                |
| Сергей Холмогоров      | судья                                                                     |
| Сергей Шанин           | Сухарьков мастер                                                          |

## История создания
В основу сюжета легла история реальной женщины, вдовы, проработавшей с 1949 по 1951 год в Иркутском областном суде заведующей канцелярией и освободившей более четырёхсот заключённых из лагерей по поддельным постановлениям. Год до ареста работала в суде под девичьей фамилии Рогова в Днепропетровске. В 1952 году осуждена на двадцать лет. В 1956 году освобождена по амнистии, проработала до смерти в 1992 году уборщицей. Освободила 410 человек: 240 политических и 170 уголовных.
В 1988 году журналист Виталий Ерёмин взял интервью у Зинаиды Григорьевны Левицкой для сентябрьского журнала «Смена», в 2012 году ознакомил с историей продюсера Ефима Любинского. Режиссёр Ирина Гедрович посетила её могилу в городе Волжский и говорила с племянницей, перечитала много документальной литературы про сталинское время. Создавая фильм, режиссёр объяснила: «мы хотели, чтобы зритель понял, что эта маленькая хрупкая женщина в принципе совершила подвиг». Диалоги на блатной лексике в сценарии помогал править Александр Сидоров.
Съёмки проходили с 11 февраля по 8 мая 2017 года. Большую часть сериала «Декабристка» сняли в Калуге и её окрестностях с февраля по конец марта и в мае. Одну из военных частей Москвы за две недели превратили в колонию строгого режима с бараками, столовой, санитарной частью, небольшой каптёркой и кабинетом начальника лагеря. Съёмки проходили с 20 по 30 апреля, 27 и 30-31 марта. Уличные съёмки проходили с 3 по 15 апреля в исправительной колонии № 51 в городе Емва (республика Коми) на территории тюрьмы, построенной в 1937 году и закрытой в 2016. На территории колонии построили вышки, заборы, трибуну, существующие объекты подремонтировали и выкрасили под старину, превратили в бараки.
В массовых сценах сериала сыграли более двухсот жителей Коми, сотрудники исправительного учреждения и настоящие заключённые, оказавшие помощь при съёмках лагерных сцен и в создании декораций: плакатов, портретов тех лет, небольших построек, колючей продольной проволоки. Актёры массовых сцен на съёмках сериала сняли свою версию клипа группы Грибы «Тает лёд», назвав «Тянем срок» и рассказывая в нём о тяготах жизни в лагерях.
Попадание заключённых и адвоката в лагерь и финальную сцену сериала снимали 4 апреля в Емве в один день.
Продюсер уговорил режиссёра взять на роль Соболева актёра, подходящего по типажу, сломав отношение к нему как к шоумену и исключительно комедийному артисту, сильно впечатлив во время построения на площади в Емве 12 апреля настоящих арестантов из массовки.
В Емве 12-13 апреля снимали варку в котле одного из героев и взрывали специально построенный для съёмок барак.
На съёмках постановщики сцен из-за огромной нехватки снега создавали видимость зимы при помощи реквизита, весной из-за снегопада остановили съёмки практически на месяц. Съёмки судебного зала проходили в одном из помещений Москвы 19 марта, коридора суда в другом месте 1 марта.
Сериал получил разностороннюю критику, сойдясь в соответствии декораций, костюмов, быта эпохи времени и неправдивости некоторых эпизодов, подчеркнув эпизод варки в котле, «если бы что-то подобное было на самом деле, то информация о такой пытке и таком начальнике лагеря разнеслась бы по всему ГУЛАГу, об этом написали бы и Солженицын, и Довлатов, и многие другие».

## Список эпизодов
| № серии | Описание серии | Премьера       |
| ------- | --- | -------------- |
| 1       | Послевоенная Москва. Секретарь Московского городского суда Зина Уварова и адвокат Алексей Левицкий готовятся к свадьбе. Однако их планам не суждено сбыться: Алексея задерживают по надуманному обвинению из-за того, что тот перешёл дорогу матёрому прокурору Егору Громову. Бывшего защитника отправляют в иркутский лагерь на долгие десять лет, а Зина, бросив всё, самоотверженно едет за ним в Иркутск вместе с сыном Мишей… | 12 ноября 2018 |
| 2       | На вокзале Иркутска Зина становится жертвой мошенника и лишается денег, отложенных на съём комнаты. Через милиционера ей удаётся познакомиться с Катюшей, девушкой лёгкого поведения, которая соглашается пустить Уварову с сыном в свободную комнату за символическую плату. В это время Левицкий переживает все ужасы конвоя и первых дней в лагере. Чтобы получить достойное отношение на зоне, надо следовать правилам, которых Алексей не знает. Тогда Левицкий решает действовать не по лагерным понятиям, а по совести.                                                                      | 13 ноября 2018 |
| 3       | Судья Ильин — один из клиентов Катюши — помогает Зине устроиться на работу в суд, но не архивариусом, как обещал, а уборщицей. Узнав, что в её обязанности входит уборка архива, Уварова рьяно берётся за работу. В первую же ночь Зина начинает изучать дела осуждённых. В лагере, где находится Левицкий, по распоряжению заместителя начальника Соболева зэкам урезают пайку, а в бараках проводят тайный обыск. Заключённые сразу замечают пропажу личных вещей. Напряжённая ситуация с продовольствием становится последней каплей: в лагере начинается бунт.                                  | 14 ноября 2018 |
| 4       | В благодарность за спасение жизни начальник лагеря предлагает Левицкому бежать. Для этого ему нужно почти трое суток лежать в фургоне вместе с мертвецами. В это время Зина пытается помирить Катюшу и Ильина, ведь от этого зависит её место секретаря в суде. В итоге Уваровой приходится оправдываться перед супругой председателя суда. Ильин переводит Зину на работу в архив, где ей удаётся напечатать несколько фальшивых постановлений об освобождении. | 15 ноября 2018 |
| 5       | После неудачного побега жизнь Левицкого превращается в ад. Он узнаёт, что Макогона сняли, а его должность занимает жестокий и бескомпромиссный заместитель Соболев. Он приказывает Левицкому задушить арестованного Макогона, но тот отказывается. Зина, убитая горем после вести о смерти возлюбленного, начинает собираться в Москву. Билетов не достать, и как назло дома неспокойно — Зина злится на раскованную и жизнерадостную Катюшу и ссорится с подругой. А в это время в Иркутске объявляется Савельева, которую Уварова освободила несколько недель назад по поддельному постановлению… | 16 ноября 2018 |
| 6       | Зина пытается договориться с Савельевой — той самой женщиной, которую она освободила по поддельному постановлению. Но та оказывается крайне упрямой и требует вернуть ей дом. Уварова понимает: надо срочно бежать, но у неё нет денег на билет. И тогда Катюша предлагает Зине провести ночь с её постоянным «гостем». | 19 ноября 2018 |
| 7       | На выездном заседании суда Зина мельком видит Левицкого. От неожиданности ей становится плохо при вынесении приговора. Её отправляют в тюремный лазарет, где она просит врача передать возлюбленному весточку о себе. В это время над Левицким снова сгущаются тучи: ночью потерявшему рассудок бригадиру являются погибшие товарищи, которые «приказывают» ему убить Алексея. | 20 ноября 2018 |
| 8       | Ильин увольняет Зину и отдаёт Савельевой все свои сбережения в обмен на молчание. Уварова собирается отправить сына в Москву, но внезапно сталкивается с Громовым, который приехал в Иркутск в командировку. В лагере тем временем Левицкий становится бригадиром барака. Заключённые не воспринимают его всерьёз, а Соболев нагружает невыполнимыми заданиями. Алексей уже близок к отчаянию, но всё же зарабатывает авторитет после того, как делится способом борьбы со вшами. | 21 ноября 2018 |
| 9       | Громов помогает Зине вернуться на работу в суд, а Ильин умоляет больше не делать подложных документов. Уварова понимает, что это её последний шанс освободить любимого. Она решает не заверять бумаги у начальника суда, а подделать подпись. Однако правда выплывает наружу, и Ильин просит об отставке. Подавленная Зина уже собирается бежать в Москву, но получает письмо от Левицкого. Тогда она решается изготовить последнее поддельное постановление… | 22 ноября 2018 |
| 10      | Левицкий после выхода на свободу уезжает в другой город, где через неделю он должен встретиться с Зиной и Мишкой. Но Уварова не успевает уехать, её арестовывают. В тюрьме женщину начинают пытать… | 23 ноября 2018 |